# Tengere kwelderpriemkever
De tengere kwelderpriemkever (Bembidion tenellum) is een keversoort uit de familie van de loopkevers (Carabidae). De wetenschappelijke naam van de soort werd in 1837 gepubliceerd door Wilhelm Ferdinand Erichson.